# Nokia Asha 503
Nokia Asha 503 è un feature phone prodotto da Nokia facente parte della serie Asha.

## Storia
Viene introdotto dalla compagnia finlandese durante uno speciale evento tenutosi il 22 ottobre 2013, dove tra gli altri sono stati presentati i Lumia 1320, 1520 e 2520.

## Caratteristiche
Dispositivo dal profilo compatto, integra un display LCD da 3" con risoluzione di 320 x 240 px, fotocamera posteriore da 5 megapixel con flash LED, connettività Wi-Fi, Bluetooth 3.0 e 3G, slot per microSD fino a 32 GB.
Caratteristica ereditata dalla serie Lumia è l'intercambiabilità e la disponibilità in vari colori (in questo caso giallo, nero, verde, rosso, blu e bianco) della scocca posteriore in policarbonato, che è inoltre rivestita da uno strato di materiale plastico trasparente e lucido.

## Disponibilità
Asha 503 è disponibile sul mercato dagli ultimi mesi del 2013.